# Aplocera
Aplocera is een geslacht van vlinders uit de familie van de spanners (Geometridae) en de onderfamilie Larentiinae.

## Soorten
- A. annexata (Freyer, 1830)
- A. bohatschi (Pungeler, 1914)
- A. columbata (Metzner, 1845)
- A. corsalta (Schawerda, 1928)
- A. cretica (Reisser, 1974)
- A. curvilineata Walker, 1863
- A. dervenaria von Mentzer, 1981
- A. efformata (Guenée, 1858) - sint-janskruidblokspanner
- A. fraternata Herrich-Schäffer, 1861
- A. fraudulentata Herrich-Schäffer, 1861
- A. lythoxylata Hübner, 1796
- A. mundata Staudinger, 1892
- A. musculata Staudinger, 1892
- A. numidaria Herrich-Schäffer, 1852
- A. obsitaria Lederer, 1853
- A. opificata Lederer, 1869
- A. palumbata von Mentzer, 1981
- A. perelegans Warren, 1894
- A. plagiata Linnaeus, 1758 - streepblokspanner
- A. poneformata Staudinger, 1896
- A. praeformata Hübner, 1826
- A. sardalta Bytinsky-Salz, 1934
- A. simpliciata (Treitschke, 1835)
- A. trajectata (Walker, 1863)
- A. uniformata Urbahn, 1971
- A. vivesi Exposito Hermosa, 1998